# Murdershock
Murdershock ist eine finnische Death- und Thrash-Metal-Band aus Helsinki und Riihimäki, die im Jahr 2005 gegründet wurde.

## Geschichte
Die Band wurde im Jahr 2005 gegründet. Im Herbst desselben Jahres begann die Band mit dem Schreiben von Material für das Demo The Deathsicktwist, das im Februar 2006 veröffentlicht wurde. Etwa zur selben Zeit begann die Suche nach einem zweiten Gitarristen, der sechs Monate später mit Jokke gefunden wurde. Danach arbeiteten sie an neuen Liedern. Währenddessen verließ Sänger Markus Mutta die Band und wurde durch Pekka Okuloff ersetzt. Im Februar 2007 erschien die EP Inside My Insanity.  Es folgten einige Live-Auftritte. Im Herbst verließ Jokke die Band und wurde durch Ari-Pekka „Ape“ ersetzt. Gegen Ende des Jahres nahm die Band ein weiteres Demo namens Aborted Evolution auf, während die Band weiterhin Auftritte in Finnland spielte. Im Jahr 2008 erreichte die Band einen Vertrag mit Full Metal Records und nahm ihr Debütalbum Reasoning Insanity auf, das im Jahr 2009 veröffentlicht wurde.

## Stil
Die Band spielt eine aggressive Mischung aus klassischem Thrash- und Death-Metal, wobei auch teilweise Einflüsse aus dem Hardcore Punk hörbar sind.

## Diskografie
- Deathsicktwist (Demo, 2006, Eigenveröffentlichung)
- Inside My Insanity (EP, 2007, Eigenveröffentlichung)
- Aborted Evolution (Demo, 2007, Eigenveröffentlichung)
- Reasoning Insanity (Album, 2009, Full Metal Records)